# Rychta (Věžná)
Věženská Rychta („Wiezenská richta 1689“) je areál bývalé rychty ve Věžné ve východní části obce. 

## Historie
Rychta vznikla v 17. století přestavbou z bývalého dvora, sídla místní drobné šlechty. Jako „Wiezenská richta 1689“ je zmiňována v roce 1689. Budově bylo přiděleno čp. 1 a sloužila jako sídlo rychtáře. Od roku 1689 až do roku 1952 zde sídlil rod Vrbků. Poté byl celý statek zestátněn a připadl JZD Rožná.
Rychta mívala i vlastní pečeť. Stará pečeť věženské rychty má ve znaku nahoře zubří hlavu, po straně růže, dole pak snop a srp a nápis: „Wiezenská richta 1689“. Pečeť byla používána jako obecní pečeť i obcí Býšovec, která pod správu rychty spadala.